# Pseudoetrema crassicingulata
Pseudoetrema crassicingulata is een slakkensoort uit de familie van de Clathurellidae. De wetenschappelijke naam van de soort is voor het eerst geldig gepubliceerd in 1913 door Schepman.